# Partito Comunista d'Abcasia
Il Partito Comunista d'Abcasia (in abcaso Аҧсны Акомунисттә Апартиа) è un partito politico della repubblica secessionista d'Abcasia. Il segretario del partito è Lev Šamba.

## Storia
Il primo Partito Comunista d'Abcasia viene fondato nel marzo 1921 da E. Ešbal con l'obiettivo di creare una repubblica sovietica abcasa parte integrante dell'URSS ma separata dalla Georgia. Nel periodo sovietico, il PCA fa parte del PCUS.
Dopo la caduta dell'Unione Sovietica, il PCA viene rifondato come partito indipendente nel 1994 e ricomincia a chiedere l'indipendenza dell'Abcasia sulla base di un'economia mista fondata sui principi del socialismo democratico. Negli anni novanta è guidato da Enver Kapba. Alle prime elezioni presidenziali d'Abcasia (1999), il PCA supporta il presidente Ardzinba (che non ha avversari).
Nel 2000 si riportava che il partito, che aveva 2000 membri, esprimeva preoccupazione per la crescente influenza turca nel paese. Nel 2002, invece, il partito era il più grande in Abcasia con 8000 membri e si diceva intenzionato a supportare le istituzioni, le quali, anche quando su posizioni diverse da quelle del partito, non devono essere messe sotto eccessiva pressione. Il primario obiettivo del partito era quello di ottenere il riconoscimento internazionale dell'Abcasia e di aumentare le relazioni con la Russia ed altri paesi stranieri.
Lev Šamba, leader del PCA dal 2005, dichiarò che avrebbe dato le sue dimissioni durante l'ottavo Congresso del PCA, tenuto il 30 ottobre 2013.
Il 29 febbraio 2016 ha fondato insieme ad altri partiti il Consiglio per l'Unità Nazionale della Repubblica di Abcasia.
Il PCA mantiene contatti molto stretti con gli altri partiti comunisti delle repubbliche ex-sovietiche. Fa parte dell'Unione dei Partiti Comunisti - Partito Comunista dell'Unione Sovietica ma, a differenza di altri partiti membri, ha criticato l'eredità politica dello stalinismo.